# Заказік

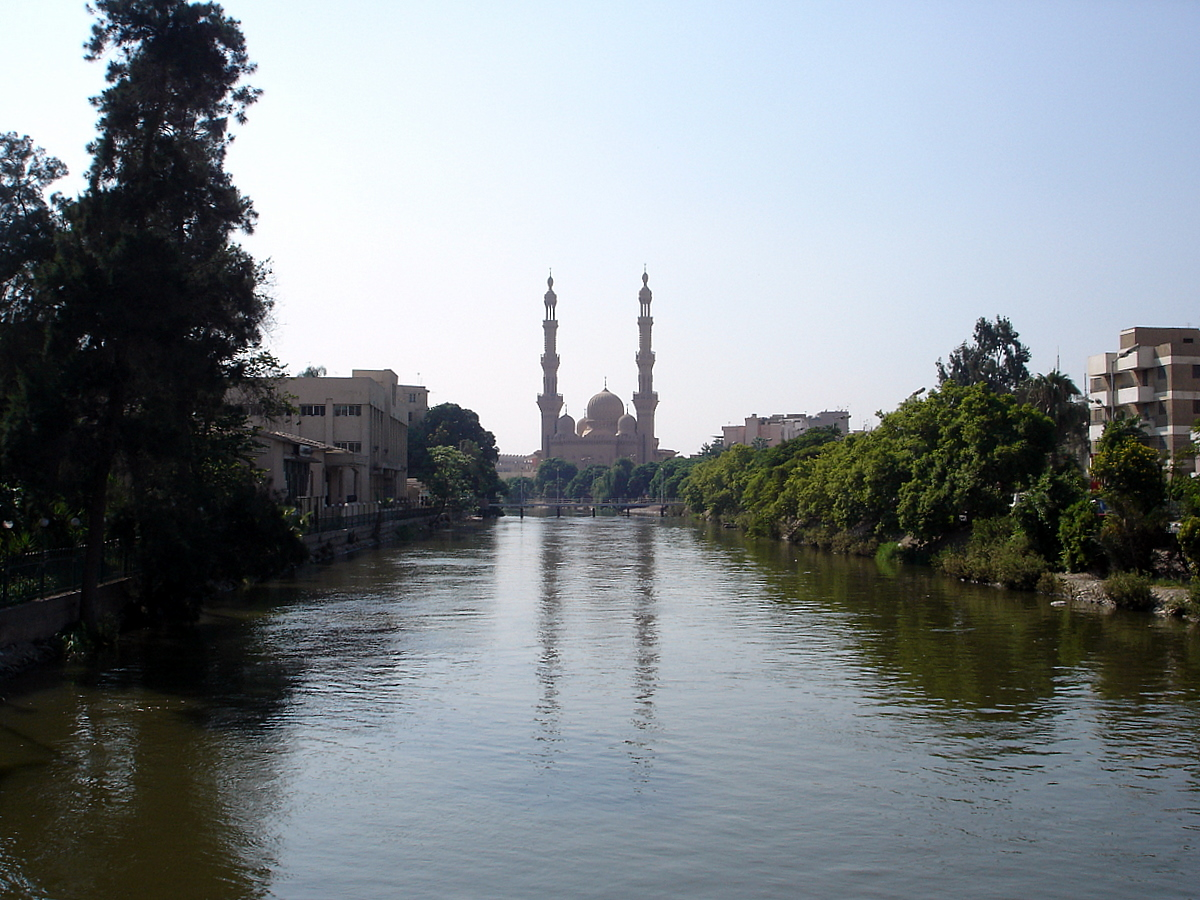
Вигляд на місто

Зака́зік (араб. الزقازيق‎‎) — місто в Єгипті, у східній частині дельти Нілу, столиця провінції Еш-Шаркія. Місто побудоване на відгалуженні Ісмаілійського каналу і на каналі Аль-Моізз, знаходиться за 76 км на північний схід від Каїру по залізниці.

## Економіка
Заказік є єгипетським центром торгівлі бавовною і зерном. Великі бавовняно-паперові фабрики, офіси численних європейських торговельних компаній.

## Культура
У Заказіку народився полковник Арабі-паша, який підняв повстання проти правління Великої Британії в 1882 р. Музей, названий на його честь містить деякі цікаві археологічні експонати.
Університет Заказіку — це один з найбільших університетів Єгипту. У Заказіку також є філія каїрського університету Аль-Азхар.

## Давній Бубастіс
Руїни стародавнього Бубастіс розташовані за 3 км на південний схід від міста. Бубастіс був давньою столицею 12-го нома, тут проходили святкування на честь богині в котячому образі Баст. Бубастіс — грецька назва давньо-єгипетської Пер-Бастет. Бубастіс став столицею Єгипту в часи 22 і 23 династій. До наших часів збереглися залишки храмів, побудованих Осорконом II і Нектанеба II. Катакомби, у яких ховали священних кішок, розташовані позаду храму Стародавнього царства, залишки якого збереглися з часів Пепі I.

## Галерея

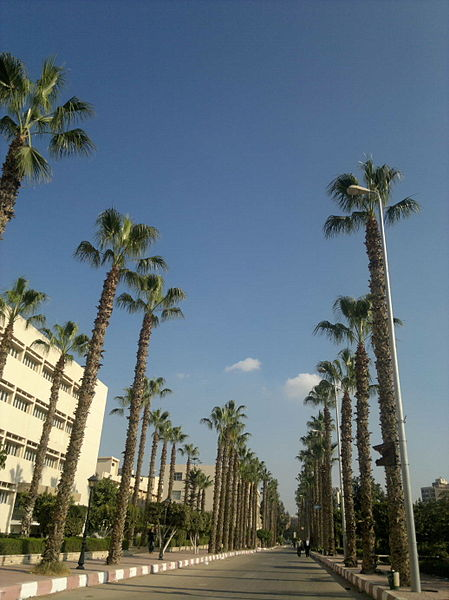
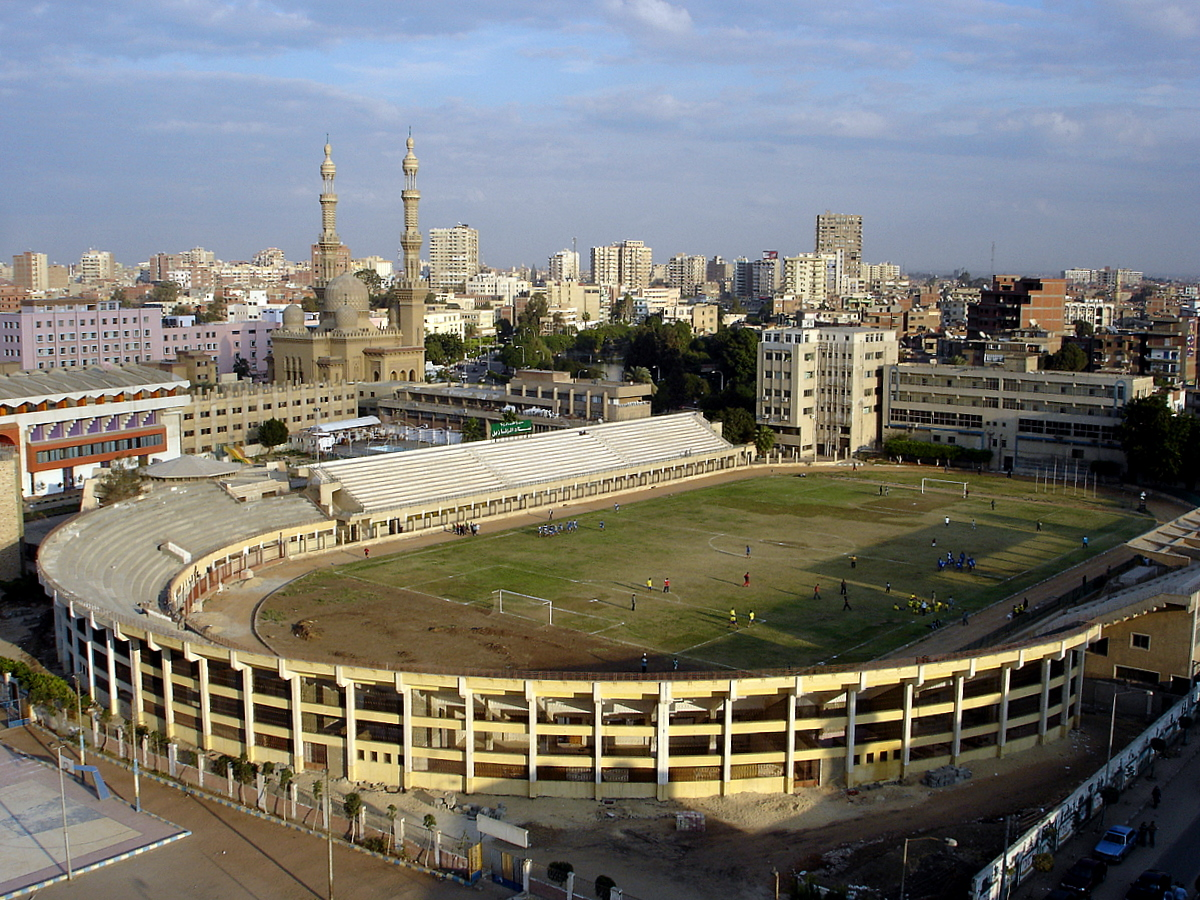
Стадіон
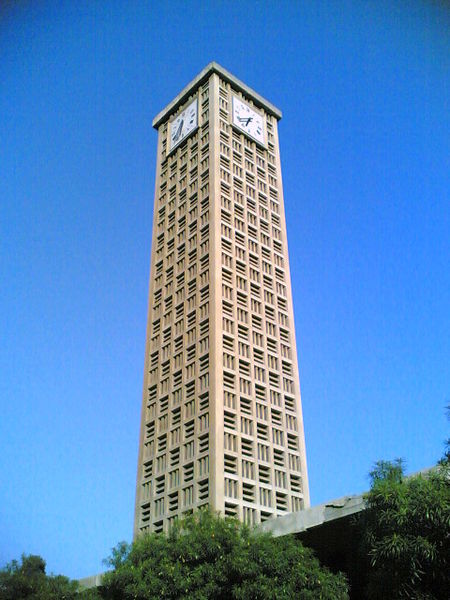
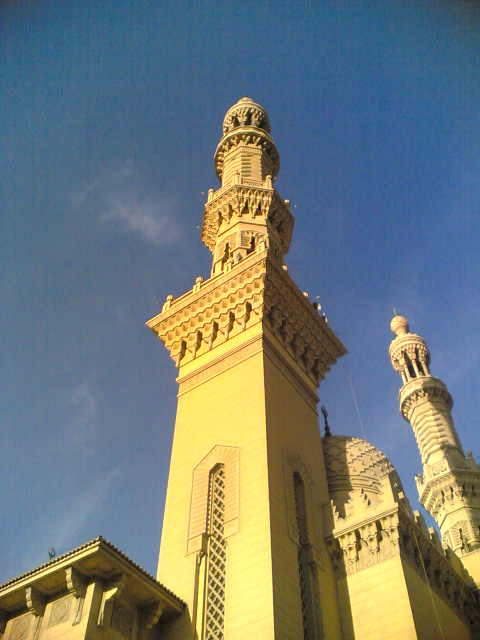
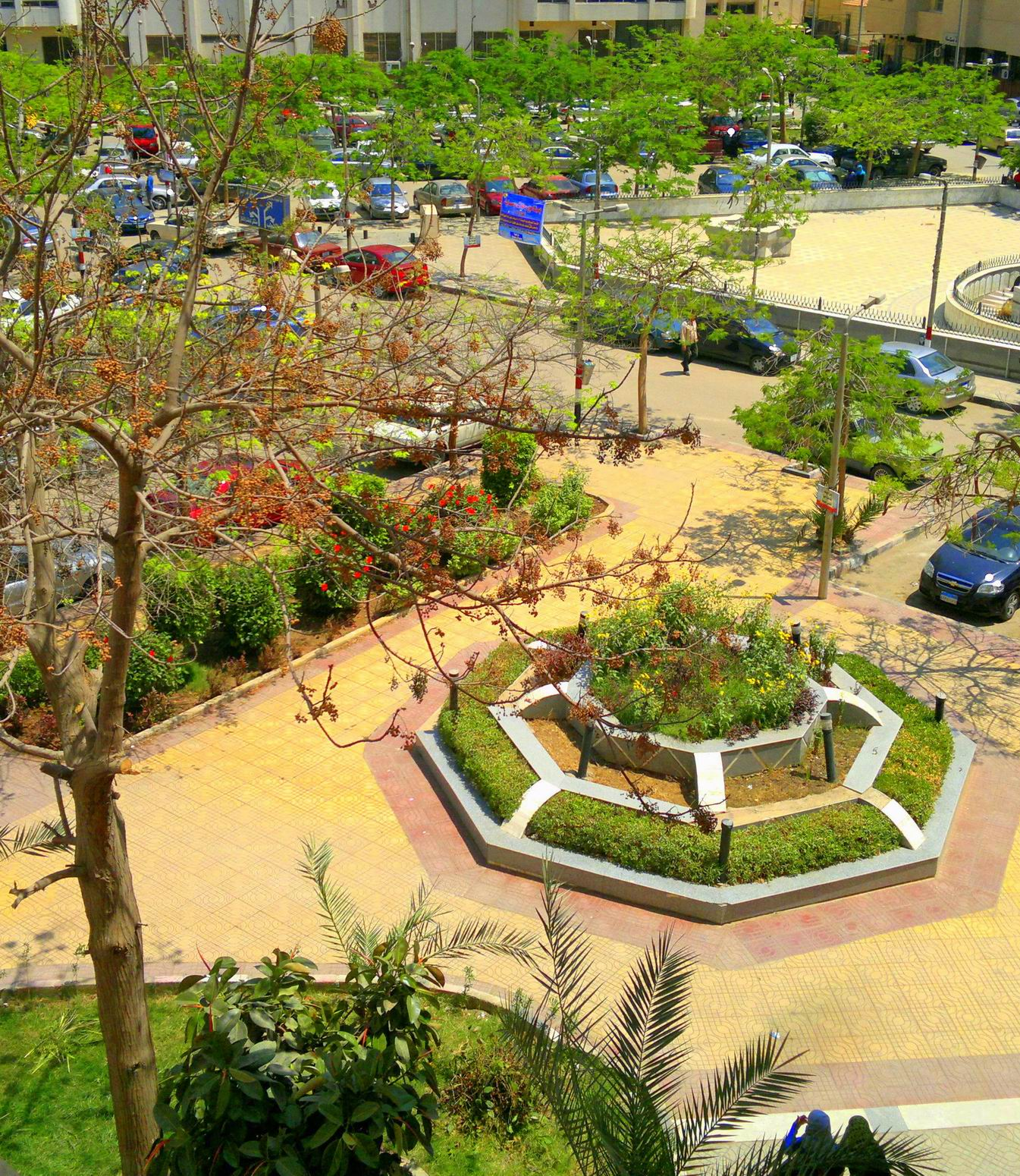
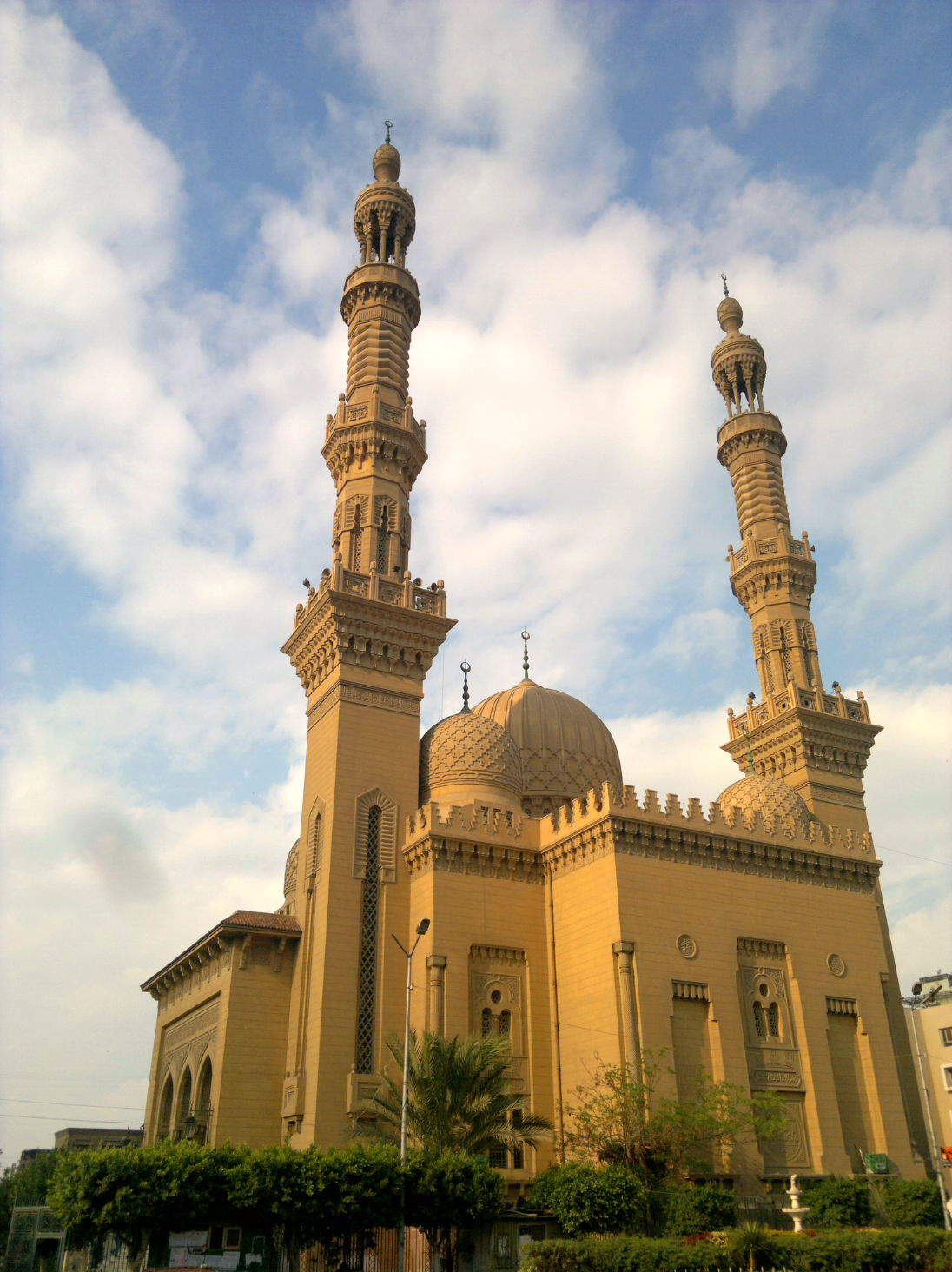
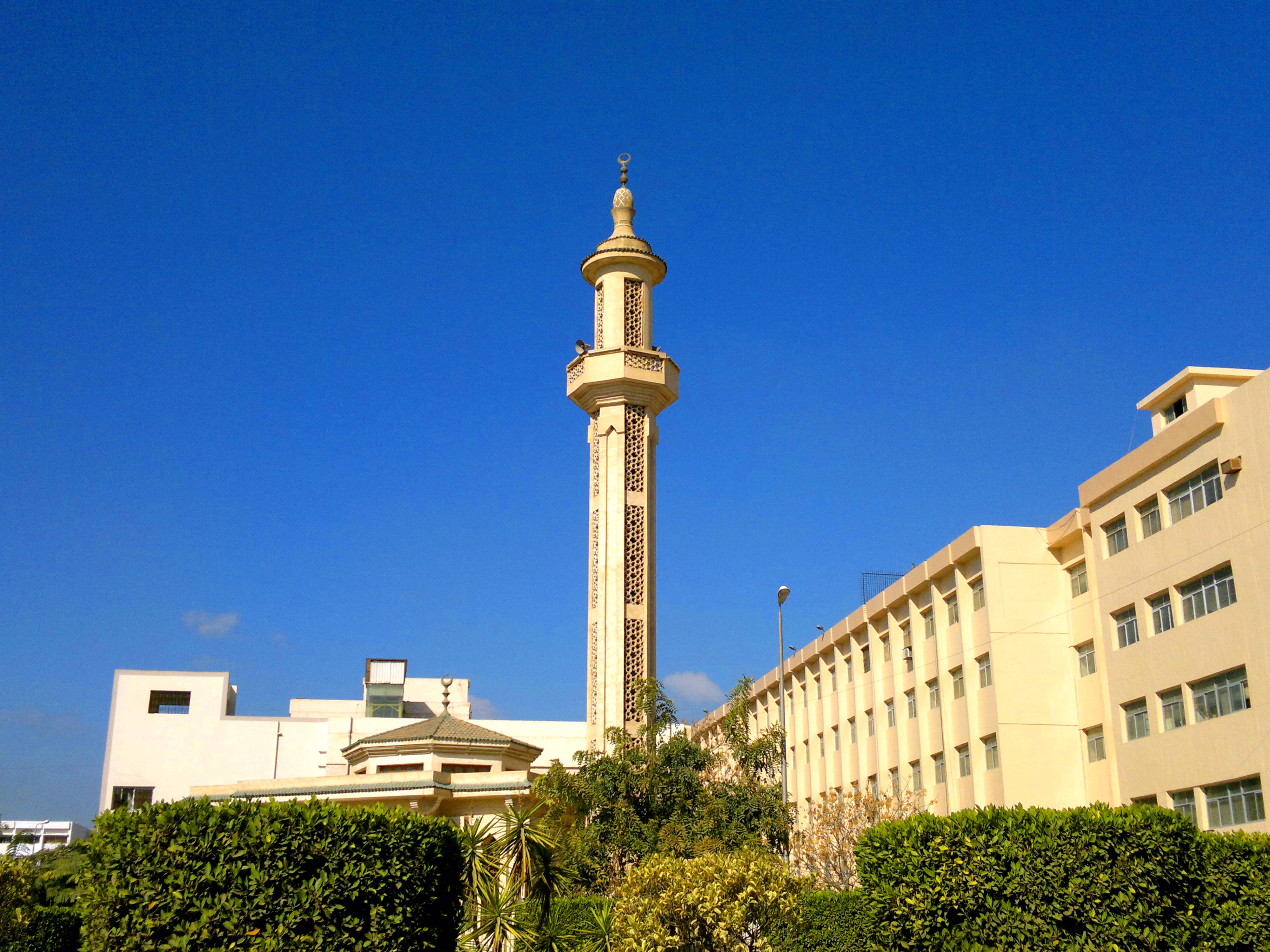